# Kromatografija
Kromatografíja je družina tehnik analitične kemije za ločevanje zmesi. Pri kromatografiji vzorec v »gibljivi fazi«, pogosto v toku topila, spustimo skozi »stacionarno fazo«. Slednjo sestavlja snov, ki nudi upor komponentam raztopine vzorca. Praviloma ima vsaka komponenta zmesi karakteristično separacijsko hitrost, na podlagi katere lahko določimo komponente, ki sestavljajo prvotno zmes.
Kromatograf je priprava, ki zmes, katero nosi kapljevina ali plin, loči na posamezne komponente na podlagi njihovih različnih separacijskih hitrosti v stacionarni tekoči ali trdni fazi. Različne tehnike za separacijo kompleksnih zmesi temeljijo na diferencialnih afinitetah snovi v plinasti ali tekoči gibljivi fazi in za stacionarno absorpcijsko sredstvo, skozi katero potujejo, takšna sredstva so npr. papir, želatina ali magnezijev silikat.
Uporabo kromatografskih postopkov za določevanje identitete in koncentracije molekul v zmesi imenujemo analitična kromatografija, za pripravo večjih količin čistih snovi posamezne molekulske vrste pa preparativna kromatografija. Večina članka je posvečena analitični kromatografiji. 
Poznamo papirno (separativno) in kolonalno (preparativno) kromatografijo.

### Kromatografski izrazi
•	Analit je snov, ki se loči med kromatografijo. Po navadi gre za snov, ki jo želimo dobiti iz zmesi.
•	Analitična kromatografija se uporablja za ugotavljanje prisotnosti in po možnosti tudi koncentracije analita v vzorcu.
•	Vezana faza je stacionarna faza, ki je kovalentno vezana na podporne delce ali notranjo steno kolonske cevi.
•	 Kromatogram je predstavitev rezultatov kromatografije v obliki diagrama, V primeru optimalne ločbe, različni vrhovi ali vzorci na kromatogramu ustrezajo različinim komponentam ločene zmesi. 
Na x-osi je naveden retencijski čas, na y-osi pa signal (pridobljen npr s spektofotomerom ali kakšnim drugim detektorjem), ki ustreza odzivu, ki ga ustvarijo analiti, ko zapuščajo sistem. V primeru optimalne ločbe, je signal sorazmeren koncentraciji specifičnega analita, ki se je ločil.
•	 Kromatograf je naprava za izvajanje kromatografije, npr. plinski kromatograf, tekočinski kromatograf.
•	Kromatografija so analizni ali tehnološki postopki za ločevanje, čiščenje ali izolacijo posameznih komponent iz raztopin ali plinov na trdnem nosilcu na podlagi razlik v fizikalno-kemičnih lastnostih. Pri kromatografiji imamo stacionarno fazo, in mobilno fazo, ki se giblje v določeni smeri.
•	 Eluat  je mobilna faza, ki zapušča kolono
•	 Eluent .je topilo, ki nosi analit.
•	Eluotropna serija je seznam topil rangiranih glede na njihovo elucijsko moč.
•	Imobilizirana faza je stacionarna faza, ki je imobilizirana na podporne delce ali notranjo steno kolonske cevi.
•	Mobilna faza je faza, ki se giblje v določeno smer. Lahko je tekočina, plin, ali superkritična tekočina. Mobilna vaza je sestavljena iz vzorca, ki ga ločujemo oz. analiziramo in topila, ki potiska vzorec skozi kolono. V primeru HPLC kromatografije, mobilna faza vsebuje nepolarna topila (npr. heksan) v primeru normalno fazne kromatografije ali pa polarna topila v primeru reverzno fazne kromatografije. Mobilna faza potuje skozi kolono (stacionarno fazo), kjer vzorec tvori interakcije s stacionarno fazo.
•	Preparativna kromatografija je kromatografija, ki se uporablja za čiščenje zadostnih količin snovi za nadaljnjo uporabo.
•	Retencijski čas je karakteristični čas, ki ga določen analit potrebuje da prepotuje skozi kolono do detektorja. 
•	Vzorec je zadeva(stvar), ki se analizira pri kromatografiji. Lahko vsebuje eno samo komponento, ali pa gre za zmes komponent. Ko analiziramo vzorec, fazo oz. faze, ki vsebujejo analite, ki nas zanimajo, imenujemo vzorec, vse ostalo pa odpadne snovi.
•	Topljenec imenujemo komponente vzorca pri porazdelitveni kromatografiji. 
•	Topilo splošno imenujemo katerokoli snov, ki je sposobna raztapljanja neke druge snovi, v kromatografiji pa mislimo predvsem na mobilno fazo pri tekočinski kromatografiji.
•	Stacionarna faza je snov, ki je med postopkom kromatografije fiksirana. Analiti iz mobilne faze tvorijo interakcije s stacionarno fazo. Komponente mobilne faze, ki tvorijo s stacionarno fazo močnejše interakcije se na njej zadržujejo dalj časa in na podlagi tega pride do ločbe različnih komponent vzorca. Primer stacionarne faze je silica gel pri tankoplastni kromatografiji.
•	Detektor imenujemo instrument, ki se uporablja za določanje kvantitativnih in kvalitativnih lastnosti analita po ločbi.

### Delitev kromatografije glede na lego stacionarne faze

#### Lega v koloni (tridimenzionalna)

##### Kolonska kromatografija
Kolonska kromatografija je ločitvena metoda, pri kateri je stacionarna faza v cevi. Stacionarna faza lahko zavzema celoten notranji volumen kolonske cevi(zaprta kolona), ali pa je nanešena na notranjo steno cevi, in tako pušča odprto pot za mobilno fazo (odprta kolona). Razlike v hitrosti gibanja skozi medij, so izračunane za različne retencijske čase vzorca.
Če uporabimo  tlačilko ali stisnjen plin(npr argon, dušik), da  ustvarimo pritisk, da topilo potisnemo skozi kolono, bomo pospešili in izboljšali separacijo. Prav tako bomo s tem porabili manj topila.

#### Lega v obliki tanke plasti(dvodimenzionalna)

##### Papirna kromatografija
Papirna kromatografija je tehnika, pri kateri kanemo kapljico ali linijo vzorčne raztopine na papirni trak. Papir nato damo v kadičko, ki vsebuje plitvo plast topila in jo zapremo. Topilo nato potuje po papirju in se sreča z vzorčno raztopino, ki začne potovati po papirju skupaj s topilom. Papir je narejen iz celuloze, ki je polarna, spojine v vzorcu pa potujejo tem dlje, tem bolj so nepolarne. Bolj polarne spojine se prej povežejo s celuloznim papirjem, zato ne potujejo tako daleč. 

##### Tankoplastna kromatografija (TLC)
Tankoplastna kromatografija se pogosto uporablja v laboratorijskem delu, in je podobna papirni kromatografiji. Tu se namesto papirja kot stacionarne faze uporablja tanka plast adsorbenta (npr. silica gel, aluminijev oksid ali celuloza) na inertnem substratu. V primerjavi s papirjem ima prednosti zaradi hitrejše in boljše separacije, ter možnosti izbire različnih adsorbentov. Za še boljše rezultate in za kvantitativno vrednotenje lahko uporabimo tudi  tankoplastno kromatografijo visoke ločljivosti(HPTLC).

### Delitev kromatografije glede na agregatno stanje mobilne faze

#### Plinska kromatografija
Plinska kromatografija(GC) je separacijska metoda, kjer je mobilna faza plin. Plinska kromatografija je vedno kolonska, po navadi zaprta ali kapilarna. Zaprte kolone so pogosto v uporabi in lažje ter cenejše za uporabo, poleg tega pa pogosto dajo ustrezne rezultate. Kapilarne kolone načeloma dajejo boljšo resolucijo in zato kljub temu, da so dražje postajajo vse bolj pogosto uporabljene, še posebej za kompleksne zmesi. Oba tipa kolon sta narejena iz 
ne-adsorbantnih in kemijsko inertnih materialov. Najbolj pogosto uporabljani materiali so nerjaveče jeklo in steklo za zaprte ter kristalen ali taljen kremen za kapilarne kolone. Plinska kromatografija temelji na porazdelitvenem razmerju analita med trdno ali viskozno tekočo stacionarno fazo(po navadi material iz tekočega silikona) in plinsko mobilno fazo(po navadi helij). Stacionarna faza je adherirana na notranjost steklene cevi ali cevi iz taljenega kremena z majhnim premerom(kapilarna kolona). Lahko pa je adherirana tudi na trdno matriko znotraj večje kovinske cevi(zaprta kolona). Plinska kromatografija je na veliko je v uporabi v analitski kemiji, vendar pa jo visoke temperature naredijo neprimerno metodo za biopolimere z visoko molekulsko maso proteine (denaturacija), s katerimi se velikokrat srečuje biokemija. 

#### Tekočinska kromatografija
Tekočinska kromatografija (LC) je separacijska metoda, pri kateri je mobilna faza tekočina. Lahko je kolonska ali planarna (TLC, papirna). Danes je najbolj v uporabi tekočinska kromatografija, ki uporablja male delce in relativno visok pritisk. Imenuje se tekočinska kromatografija visoke ločljivosti (HPLC).
 Pri HPLC vzorec potiska tekočina pri visokem pritisku skozi kolono, ki vsebuje stacionarno fazo sestavljeno iz delcev neredne in sferične oblike, neporozne monolitične plasti ali pa porozne membrane. HPLC se deli na 2 podksupini glede na polarnost stacionarne in mobilne faze. Metode, pri katerih je stacionarna faza bolj polarna od mobilne (npr. silica gel – stacionarna, toulen- mobilna) se imenujejo normalnofazne tekočinske kromatografije(NPLC). Nasprotno, se metode kjer je stacionarna faza manj polarna od mobilne imenujejo reverznofazne tekočinske kromatografije (RPLC).

## Afinitetna kromatografija
Afinitetna kromatografija temelji na selektivnih nekovalentnih interakcijah med analitom in specifičnimi molekulami. Je zelo specifična metoda, ampak ne zelo robustna. Pogosto se uporablja v biokemiji pri čiščenju proteinov povezanih z ''tagi''. Ti fuzijski proteini so označeni  s spojinami kot so His-tag, biotini ali antigeni, ki se specifično vežejo na stacionarno fazo. Po očiščenju, se nekateri ''tagi'' običajno odstranijo in dobimo čist protein.
Afinitetna kromatografija velikokrat izkorišča biomulekolsko afiniteto do kovin (Zn,Cu,Fe,...). Kolone so pogosto ročno pripravljene. Tradicionalne afinitetne kolone se uporabljajo kot preperativen korak pri odstranjevanju neželjenih biomolekul.
Obstajajo pa tudi HPLC tehnike, ki izkoriščajo lastnosti afinitetne kromatografije. Imobilizirana kovinska afinitetna kromatografija (IMAC) je uporabna pri ločevanju omenjenih molekul, glede na relativno afiniteto do kovine. Pogosto se kolone pri tej kromatografijski tehniki lahko napolnijo z različnimi kovinami, pri čemer nastane kolona s ciljno afiniteto.

## Kromatografijske tehnike glede na mehanizem ločevanja

### Ionsko-izmenjevalna kromatografija
Ionsko-izmenjevalna kromatografija (uporablja se tudi izraz ionska kromatografija) uporablja ionsko-izmenjevalni mehanizem za ločevanje analitov glede na njihov naboj. Po navadi se izvaja v kolonah, venda je lahko uporabna tudi v tehnikah, kjer je stacionarna faza v obliki tanke plasti.
Ionsko izmenjevalna kromatografija uporablja nabito stacionarno fazo za ločbo nabitih spojin kot so anioni, kationi, aminokisline, peptidi in proteini. V konvencionalnih metodah je stacionarna faza ionsko-izmenjevalna smola, ki vsebuje nabite funkcionalne skupine, ki tvorijo interakcije z nasprotno nabitimi skupinami spojin, ki jih želimo obdržati. Najpogosteje se ta tehnika uporablja za očiščenje proteinov z uporabo FPLC.

### Gelska izključitvena kromatografija
Ta tehnika ločuje delce glede na njihovo velikost. Manjše molekule so sposobne prehajati pore medija in se zaradi tega ujamejo in odstranijo iz toka mobilne faze. Povprečen čas zadrževanja teh molekul v porah je odvisen od efektivne velikosti molekule. Molekule, ki so po velikosti večje kot je povprečna velikost por, pa se sploh ne ujamje in se prve izločijo z mobilno fazo.Tehnika ima nizko resolucijo  in se predvsem uporablja za zadnji korak pri očiščenju. Uporabna je tudi za ugotavljanje terciarne in kvartarne strukture očiščenih proteinov, predvsem zaradi tega, ker se lahko izvaja pri naravnih topnostnih pogojih.
Če je mobilna faza vodna raztopina, govorimo o gelski filtraciji, če pa je mobilna faza organsko topilo, potem govorimo o gelski permeaciji, ki je poznana tudi po imenom Expanded bed adsorption (EBA) chromatographic separation.